# Кикбоксер возвращается
«Кикбо́ксер возвра́щается» (англ. Kickboxer: Retaliation) — американский фильм о боевых искусствах, режиссёром и сценаристом которого выступил Димитри Логофетис. Проект является сиквелом фильма «Кикбоксер: Возмездие» 2016 года, сценаристом которого также был Логофетис. Исполнители главных ролей: Ален Мусси, Жан-Клод Ван Дамм, Кристофер Ламберт, Роналдиньо, Майк Тайсон, Хафтор Бьёрнссон, Сара Малакул Лэйн и Сэм Медина.

## Сюжет
Прошло уже 12 месяцев с тех пор, как Курт Слоан покинул Таиланд, поклявшись не возвращаться. Повествование начинается на переполненной спортивной арене с ободряющими болельщиками, где Курт участвует в новой схватке — в бою за титул чемпиона мира по версии ММА, с помощью которого Курта заманили обратно в Бангкок (Таиланд).
Вскоре Курт узнает, что покинуть Таиланд он сможет только после того, как сразится с новым грозным противником Монгкутом, рост которого около 206 см и вес свыше 180 кг.
Курт не осознает сложность испытаний в полной мере до того момента, пока не сталкивается с мощью огромного Монгкута. Превозмогая сильную боль и демонстрируя чистую решимость, Курт готовится к бою, ставка в котором — его жизнь.

## В ролях
| Актёр                 | Роль        |
| --------------------- | ----------- |
| Ален Мусси            | Курт Слоан  |
| Жан-Клод Ван Дамм     | Дюран       |
| Хафтор Бьёрнссон      | Монгкут     |
| Майк Тайсон           | Бриггс      |
| Сара Малакул Лэйн     | Лиу         |
| Кристофер Ламберт     | Томас Мур   |
| Стивен Суодлинг       | Джозеф Кинг |
| Брайан Шоу            |             |
| Рой Нельсон           |             |
| Роналдиньо            | Роналд      |
| Джессика Джанн        | Гаммон      |
| Фабрисиу Вердум       |             |
| Сэм Медина            | Кроуфорд    |
| Вандерлей Силва       |             |
| Николас Ван Варенберг |             |
| Рико Верхувен         | Мосс        |

## Производство
24 ноября 2015 года состоялся анонс сиквела фильма Кикбоксер: Возмездие. Вторая часть получила название «Kickboxer 2: Retaliation». Финансированием занимались Headmon Entertainment и Acme Rocket Fuel. Продюсерами являются Роб Хикман (представляет Our House Productions) и Димитри Логофетис (представляет Acme Rocket Fuel). Исполнительные продюсеры — Стивен Суодлинг и Ларри Нили. В феврале 2016 года фильм был переименован в «Кикбоксер: Воздаяние», началась подготовка к съёмкам, Димитри Логофетис объявлен режиссёром и сценаристом, а Хафтор Бьёрнссон получил роль бойца. 23 мая 2016 года роль в фильме получила участница боев Ultimate Fighting Championship Пейдж Ванзант. Ряд исполнителей ролей первой части вернулись в актёрский состав: Ален Мусси, Жан-Клод Ван Дамм и Сара Малакул Лэйн. 25 мая 2016 года роль в фильме также получил бывший чемпион мира по боксу Майк Тайсон, который играет брутального осужденного, втянутого в мир боев в тюрьме.
В июле участница боев UFC Пейдж Ванзант, которая должна была дебютировать в кино, сыграв роль Гамон в фильме, покинула проект, чтобы сфокусироваться на предстоящей схватке. В актёрском составе её заменила Джессика Джанн. Незначительная роль в фильме бойца UFC Роя Нельсона была расширена. На пресс-конференции в Бангкоке было объявлено, что к актёрскому составу присоединился Кристофер Ламберт в роли Томаса Мура — экспата и мастера боевых искусств, который стремится организовать бой Курта и Монгкута.
В мае 2016 года начался съёмочный процесс в Калифорнии и Неваде (США). В июле 2016 года было заявлено о начале съёмок в Бангкоке.

## Прокат
Премьера фильма в Сингапуре состоялась 1 февраля 2018 года, в Португалии и России — 22 февраля 2018 года, в Турции — 30 марта 2018 года.

Прокатная версия фильма была озвучена Андреем Гавриловым — известным переводчиком эпохи VHS[значимость факта?].

## Продолжение
31 августа 2016 года продюсер Роберт Хикман объявил о третьем и последнем выпуске трилогии, которая будет называться «Кикбоксер: Синдикат». Съёмки были начаты летом 2017 года.